# غاسبيزيا

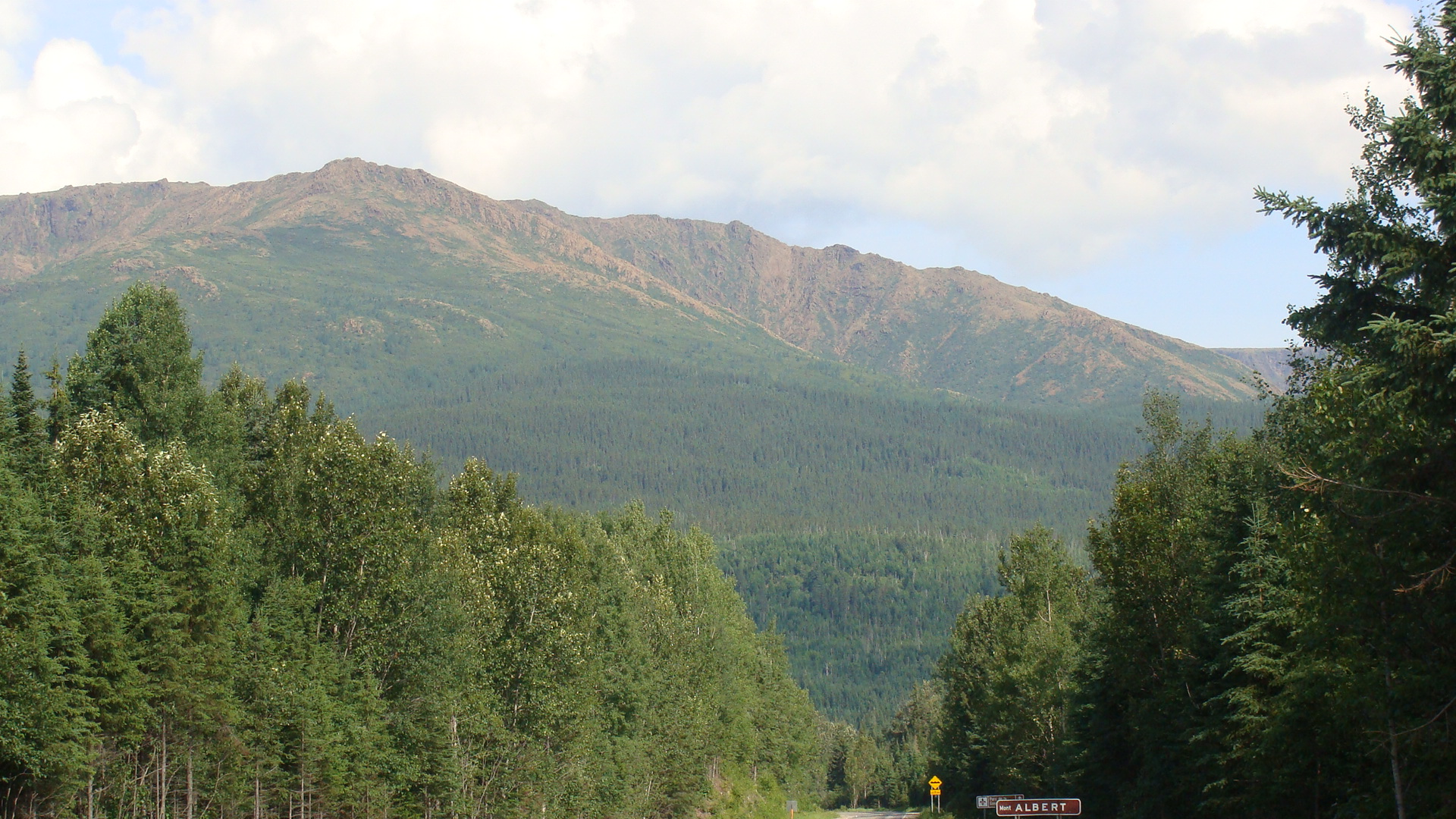
Mont Albert, in the Chic-Choc Mountains of the Gaspé Peninsula.

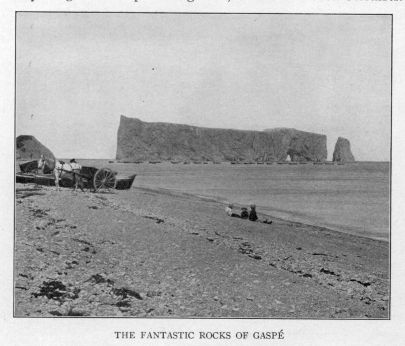
صخرة نيز المثقوبة في 1900 تقريباً.

غاسبيزيا (الاسم الرسمي) (بالإنجليزية: Gaspesia)‏ (بالفرنسية: Gaspésie)‏ أو شبه جزيرة غاسبيه هي شبه جزيرة على طول الشاطئ الجنوبي لنهر سانت لورانس إلى الشرق من وادي ماتابيديا Matapédia في كيبك، كندا، التي تمتد إلى خليج سانت لورانس. ومن فصلها من نيو برونزويك على الجانب الجنوبي من خليج شالور (خليج الحرارة) ونهر رستيغوش.